# Cellius
 (octobre 2019).
Si vous disposez d'ouvrages ou d'articles de référence ou si vous connaissez des sites web de qualité traitant du thème abordé ici, merci de compléter l'article en donnant les références utiles à sa vérifiabilité et en les liant à la section « Notes et références ».
Cellius (株式会社セリウス, Kabushiki-Gaisha Seriusu) était un studio de développement de jeux vidéo situé à Tokyo au Japon.
Namco Bandai détient 51 % des parts de la société, et Sony 49 %. L'entreprise prévoit d'utiliser le processeur Cell pour les jeux PlayStation 3, mais compte aussi développer des jeux destinés aux smartphones et PC. Le "père de la PlayStation" Ken Kutaragi en est l'actuel PDG.
Leur premier jeu à voir le jour est le titre Ridge Racer, sorti en Europe le 22 février 2012 sur PlayStation Vita.

## Production
| Titre       | Date de Sortie | Plateforme       |
| ----------- | -------------- | ---------------- |
| Ridge Racer | 2012           | PlayStation Vita |